# Desanka Dugalić
Desanka Dugalić serb. Десанка Дугалић też jako: Desanka Nedeljković pseud. Desa (ur. 28 listopada 1897 w Čačaku, zm. 22 kwietnia 1972 w Belgradzie) – serbska i jugosłowiańska aktorka teatralna i filmowa.

## Życiorys
Była córką Stevana i Dragi. Uczyła się w Valjevie, Belgradzie i Paryżu. Po ukończeniu szkoły aktorskiej w Paryżu, w 1920 wróciła do Belgradu, gdzie w marcu otrzymała angaż do Teatru Narodowego. Na scenie narodowej wystąpiła w 115 rolach, była także autorką dramatów. W czasie wojny opuściła Jugosławię, przez pewien czas występowała w teatrze w Montevideo. Po powrocie do kraju związała się z teatrem Atelje 212. W 1967 zadebiutowała w filmie, wystąpiła w 6 filmach i serialach telewizyjnych.

## Życie prywatne
Była mężatką (mąż Milorad Nedeljković był profesorem ekonomii), miała syna Božidara.

## Role filmowe (wybór)
- 1967: Koktel
- 1967: Deca vojvode Smita
- 1967: Dim jako pani Dewermann
- 1971: Moja luda glava jako aktorka